# Rosario Vicent y Arizmendi
Rosario Vicent y Arizmendi (Madrid, 18 de novembre de 1845-1908) va ser una pianista i professora de piano espanyola.
Va ser alumna del Reial Conservatori Superior de Música de Madrid, matriculada el 3 de gener de 1853. Va ser deixebla del pianista José Miró Anoria. Al llarg de la seva estada al conservatori, va obtenir diversos accèssits de solfeig (1856) i piano (1859 i 1861) i el juny 1863 va ser guardonada amb el primer premi del concurs públic per la seva tècnica al piano, que li va permetre obtenir el títol professional de professora de piano.